# Акадия (национален парк)
Националният парк Акадия е един от националните паркове на Съединените американски щати. Разположен е на голяма част от остров Маунт Дезърт, както и на по-малките острови по атлантическото крайбрежие на щата Мейн. Паркът включва планини, океанската брегова ивица, гористи местности и езера.

## Площ
Освен остров Маунт дезърт айлънд към територията на парка е включена по-голямата част от остров Айл о Хаут, Бейкър айлънд, както и няколко по-малки острови, намиращи се югозападно от главния остров. Част от континента – полуостров Скудик, също е включена към територията на националния парк. Общо Национален парк Акадия заема площ от 30 300 акра или 123 км² от остров Маунт дезърт, 2728 акра или 11 км² от Айл о Хаут и 2266 акра (9,2 км²) от полуостров Скуудик.

## История
Паркът е основан от президента Удроу Уилсън под името Sieur de Monts National Monument на 8 юли 1916 г., под управлението на Службата за управлението на нацоналните паркове. На 26 февруари 1919 г. паркът е трансформиран в национален парк под името Lafayette National Park в чест на маркиз Дьо Лафайет, влиятелен френски поддръжник на Войната за независимост на САЩ, и става първият американски национален парк на изток от Мисисипи. Сегашното си име Национален парк Акадия' парка има от 19 януари 1929 г.
От 1915 до 1933 година заможния филантроп Джон Рокфелер младши финансира, проектира и ръководи изграждането обширна мрежа от пътища и еко-пътеки из целия парк. Пътната инфраструктура включва над 50 мили, покрити с чакъл панорамни пътища, 17 гранитни моста, две хижи, по-голямата част от които се използват.
На 17 октомври 1947 10 000 акра (40 км²) от площта на Националния парк Акадия са опустошени от голям пожар, започнал от боровинково мочурище. Горският пожар, опустошил парка, представлява серия от пожари, причинени от сушава година. В потушаването на пожара се включва Бреговата охрана на САЩ, Американската армия, Морската пехота на САЩ, местни жители и Службата за управление на националните паркове. Реално възстановяването на парка е подпомогнато от фамилия Рокфелер, особено от Джон Рокфелер младши. Първоначално се е допускало се, че възстановяването най-вероятно ще стане по естествен път, а пожарът щял да доведе до увеличаване на разнообразието от видове дървета и да добави н красота и „наситеност“ на пейзажа в парка.
Град Бар Харбър е разположен в североизточния край на острова. В източната част на Маунт дезърт айлънд се намира планината Кадилак – известна туристическа дестинация, с това, че това е едно от местата в САЩ, където изгревът настъпва най-рано. Живописните алеи за езда, които опасват целия остров са изградени от Рокфелер младши, следвайки естествените контури на изумителната природа в парка.

## Фауна
Парк Акадия е дом на 40 различни видове бозайници. Между тях са червената и сива катерица, американска катерица, белоопашатия елен, лоса, бобърът, бодливото прасе, мускусния воден плъх, лисицата, койота, риса и черната американска мечка. Видовете обитават островната част на националния парк, включително и пумата и сивия вълк. Смята се, че тези хищници са напуснали острова, поради рязкото намаляване на броя на други животни – тяхна плячка, и поради бързото заселване на хората. Още много други видове се наблюдават в околните езера и земи.